# 鈴木ユースケ
鈴木 ユースケ（すずき ゆうすけ、11月21日 - ）は、日本の男性俳優、声優、ナレーター。愛知県出身。ゆーりんプロ所属。

## 人物
趣味はコインマジック、パントマイム、脚本作成。特技はバスケットボール、殺陣。資格は普通自動車運転免許、日商簿記3級。
ナレーションやボイスオーバー、アフレコ、舞台と出演は多数。

## 出演作品

### テレビドラマ
- 湯けむりスナイパー（2009年、水原）

### テレビ番組
- たけしの健康エンターテインメント!みんなの家庭の医学
- run for money 逃走中

### テレビアニメ
- 名探偵コナン（2021年、酔っ払い）

### ドラマCD
- バンドやろうぜ!OSIRIS（司会）

### 吹き替え

#### 映画
- コードネーム エンジェル
- 絶対王者ボイカ（ドミニク）
- デンジャラス・ミッション（エムラ）
- 盗聴者（ドグリュジー）
- フランケンシュタイン アダム・ザ・モンスター（バンクス）
- メイズ大脱走（ジョージ）

#### ドラマ
- アイアン・フィスト
- NCIS: ニューオーリンズ シーズン4

### ボイスオーバー
- 愛という名の凶器
- 洗える足ふっくん
- クレバーシャープ
- リフレ「薔薇の滴」

### ナレーション

#### テレビ番組
- アウトレット芸人2－5
- 青山りょうのMISSION：POSSIBLE?
- e-chance
  - ポラライトHD
  - レニュマックス』
- 一発逆転 5☆5奪取
- Mリーグ 白熱の戦い
- Mリーグ M.LEAGUE 2018〜Road to Champion〜
- 円神 episodeZERO〜始まりの姿〜
- グッドピープル
- 知ったかぶり甲子園
- シャキット!
- 新素敵音楽館
- 世界は今 JETROグローバル・アイ
- 横浜ミストリー
- レッツ☆パチンコオリ法TV

#### CMナレーション
- アルパインスタイル横浜246
- 円神 Debut Stage『nonagon(ノナゴン)〜始まりの音』
- 円神プロデュース公演vol.1『幕末バトルサークル』
- 仮面ライダーDVDコレクション
- 歌謡ポップスチャンネル 番宣
- ジェイコムフェスティバル
- JCNスポーツ祭り東京2013
- 立川競輪
- スーパージョッキーズトライアル2015
- ドラゴンボールZ 神と神（DVD）
- 鼠、江戸を疾る
- パチンコ サミット
- パチンコ ビッグアップル
- 万代書店
- 未来優駿2015
- ラグビーワールドカップ2019

#### VP
- 大塚商会
- 埼玉県社会福祉事業団
- サンケン電気
- 全日本トラック協会
- 第一生命
- 東京センチュリー
- 日立製作所
- バスクリン
- ペイロール
- 明治安田生命

#### web
- キヤノン EOSシリーズ
- 進研ゼミ

#### DVD
- 青山りょうの休日
- パチスロ必勝本

#### その他
- プリンスアイスワールド

### VP
- キグナス石油 社内教育用VP（店長）
- ドトールコーヒー 社内教育用VP

### 舞台
- 熱海殺人事件
- 世界から猫が消えたなら
- 待ってる君へ
- ゆーりんツアーズ妖妃の旅 2013